# Кацуо-дзи

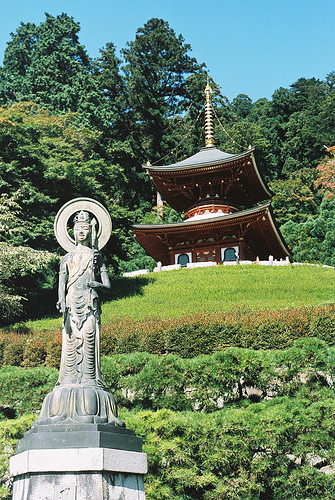
Боддхисатва Каннон и Тахото, в храме Кацуо-дзи.

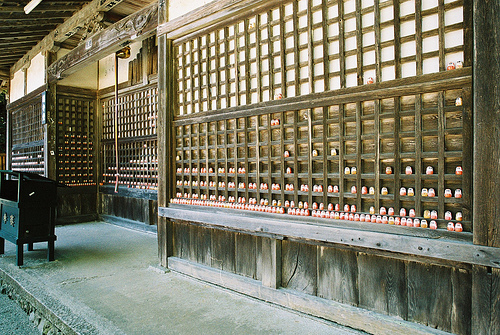
Дарума в храме Кацуо-цзи.

Кацуо-дзи (Katsuō-ji (яп. 勝尾寺 Katsuō-ji) ) — буддийский храм в окрестности города Миноо  к северу от Осаки, Япония. Находится также недалеко от Киото. Принадлежит школе сингон подшколы Коги (古義真言宗), той же что храмовый комплекс Коя-сан. Храм располагается в живописной местности на склоне горы, На территории расположено небольшое озеро и в роще разбросаны павильоны.
В храмовый комплекс входит статуя Каннон с хранилищем реликвий, синтоистская кумирня, ворота храма, лабиринт и множество павильонов.

## История
Во время позднего периода Нара в 727 году  здесь в предгорной местности  устроили свою обитель два монаха Дзэнчу и Дзэнсан. Принц Кайдзё (開成) пребывал с 765 года на территории обители. 13 июля 775 года был открыт первый храм Мироку-дзи. В 780 году монах Мёкан c 18 детьми украсил резьбой главное здание храма. Под покровительством правителей храм стал процветать в Период Хэйан
Во время Войны Тайра и Минамото пострадала значительная часть храмовой территории.  Храм был сожжен в 1184 году. С 1188 года началось восстановление храма. Главный зал храма и ворота были перестроены полководцем Хидэёри Тоётоми. При этом была возведена статуя Каннон.
Император Сэйва смог благодаря молитвам в храме вылечиться от болезней, поэтому храм получил название 勝王寺 Кацуо (победитель-царь) из иероглифов "побеждать" (勝) и  王"царь", но позднее иероглиф "царь" был заменён на иероглиф "хвост" (尾}, обладающий тем же произношением.
Храм является 23 направлением из 33 Паломнических Дорог боддхисатвы Каннон.

## "Победитель" и Дарума
Так как храм ассоциируется с победой и удачей, на территории храма выставлены куклы Дарумы разных размеров, которые также могут купить посетители. Если желание исполняется, Даруму снова возвращают и оставляют на территории храма.

## Внешние ссылки
- Страница храма Кацуо-дзи

34°51′57″ с. ш. 135°29′28″ в. д.